# I Am the Originator
I Am The Originator è un album di U-Roy, pubblicato nel 2009.

## Tracce
1. Call On Me – 3:08
2. You Never Get Away – 2:23
3. Every Knee Shall Bow – 4:25
4. Gorgon Wise – 2:26
5. Hold on – 3:42
6. Number 1 – 2:57
7. Joyful Locks – 3:10
8. I Originate – 3:04
9. Cool Down Your Temper – 3:11
10. Creation Rebel – 3:32
11. Stick Together – 2:43
12. Riot – 2:54
13. King Of The Road – 4:03
14. Wet Dream – 2:44
15. Ain't Too Proud To Beg (Bonus) – 3:11
16. I Shall Not Remove (Bonus) – 2:32